# Hellstar Remina
Remina (地獄星レミナ, lit. Hellstar Remina ?) es un manga de horror seinen escrito e ilustrado por Junji Ito, serializado en la revista seinen Big Comic Spirits de la editorial Shogakukan de septiembre de 2004 a julio de 2005, y publicado en un solo volumen.

## Sinopsis
Tras el descubrimiento de un misterioso planeta interestelar que está en curso hacia el sistema solar, Remina Oguro, la hija del científico que lo descubrió, se encuentra a sí misma en el centro de la fama y la adoración después de que su padre elige nombrar el planeta con su nombre. Sin embargo, cuando queda claro que Remina está en trayectoria de colisión con la Tierra, y también parece estar destruyendo cualquier cosa a su paso, esta adoración se convierte en miedo, y más tarde en locura homicida. Finalmente, el planeta Remina se acerca a la Tierra y se revela la verdad; en lugar de un planeta inanimado, Remina es un organismo del tamaño de un planeta, con la intención de atormentar a la humanidad antes de consumir toda la Tierra. Mirando la muerte a cada paso con solo un enigmático vagabundo como su aliado, Remina debe huir del resto de la humanidad y luchar por su supervivencia después de escapar de una crucifixión por la muchedumbre que mata a su padre, liderada por un culto malévolo que cree que sacrificar a Remina pondrá fin al cataclismo provocado por su homónima.

## Publicación
La serie está escrita e ilustrada por Junji Ito. Fue serializada en Big Comic Spirits del 16 de septiembre de 2004 al 24 de julio de 2005. Shogakukan publicó la serie en un volumen sencillo tankōbon, que fue lanzado en Japón el 22 de junio de 2015.
En 2020, Viz Media anunció que obtuvo la licencia de la serie para su publicación en inglés. Lanzaron el volumen el 15 de diciembre de 2020.

## Recepción
Nick Smith, de la revista ICv2, elogió la serie y afirmó que se "manejó bien". Helen Chazan, de The Comics Journal, también elogió la serie, calificándola de "inmensamente atractiva" e "identificable". Ian Wolf, de Anime UK News, también elogió la serie, afirmando que se sentía como algo nuevo de Ito, al mismo tiempo que le daba el horror por el que es conocido. Michelle Smith de Manga Bookshelf fue más crítica, afirmando que estaba intrigada por la premisa, pero encontró que la serie "no afectaba". Como parte de la guía de mangas de otoño de 2022 de Anime News Network, Rebecca Silverman y Caitlin Moore analizaron la serie. Silverman la elogió, calificándola como "una buena historia escalofriante" a la vez que la criticó negativamente por "ser demasiado descriptiva en su imaginería". Moore declaró que también disfrutó de la serie, pero que la trama la dejó confundida.
En diciembre de 2020, la serie se ubicó entre las diez primeras novelas gráficas para adultos en la lista de Estados Unidos por The NPD Group. También se ubicó entre los diez primeros de la The New York Times Best Sellers list en la categoría de libros gráficos y manga en enero de 2021. El mismo año, ganó el Premio Eisner a la Mejor edición americana de un producto internacional - Asia, y quedó nominada al Premio Harvey. En 2022, alcanzó los primeros diez puestos de las mejores novelas gráficas y cómics de la Asociación de Bibliotecas de Estados Unidos.